# InStyle UK
InStyle UK est un magazine mensuel publié par TI Media qui se focalise sur les célébrités et leur style vestimentaire. La première édition du magazine britannique a été publiée en 2001, suivant le succès du magazine aux États-Unis. 
Un peu plus de 145 000 exemplaires papiers ont été écoulés en 2013. 
En octobre 2016, la version papier est supprimée mais reste publiée sur internet. 